# Jacques Van den Bemden
Jacques Edouard Eugène Van den Bemden (Antwerpen, 21 februari 1828 - aldaar, 16 april 1900) was een Belgisch ondernemer en politicus voor de Katholieke Partij.

## Levensloop
Jacques was een zoon van de vishandelaar Henri Van den Bemden en van Anne-Catherine Van Deurme. Hij trouwde met Catherine Cassiers. Hij werd reder ter visserij en handelaar in vis en visproducten.
Van 1868 tot 1872 was hij gemeenteraadslid van Antwerpen. In 1884 werd hij katholiek senator voor het arrondissement Antwerpen en vervulde dit mandaat tot in 1889. Hij werd datzelfde jaar volksvertegenwoordiger voor hetzelfde arrondissement en bleef dit tot aan zijn dood.